# Gaby Deslys
Gaby Deslys, nata Marie-Élise Gabrielle Caire (Marsiglia, 4 novembre 1881 – Parigi, 11 febbraio 1920), è stata un'attrice, cantante e ballerina francese dei primi anni del Novecento.
Fu l'amante del re Manuele II del Portogallo.
Morì nel 1920, vittima dell'influenza spagnola.

## Spettacoli teatrali
- Stop! Look! Listen! (Broadway, 25 dicembre 1915)

## Filmografia
- La Remplaçante, regia di René Hervil e Louis Mercanton (1914)
- Her Triumph (1915)
- Rosy Rapture, regia di Percy Nash (1915)
- Bouclette, regia di René Hervil, Louis Mercanton (1918)
- Le Dieu du hasard, regia di Henri Pouctal (1920)

## Filmografia su Gaby Deslys
- Così parla il cuore (Deep in My Heart), regia di Stanley Donen - interpretata da Tamara Tumanova  (1954)